# Miron z Krety
Miron z Krety, gr. Μύρων, Myron (przełom III i IV wieku) – święty katolicki, biskup.
Żył prawdopodobnie za panowania cesarza Decjusza. Św. Miron był wieśniakiem, który dzięki czynieniu cudów został kapłanem, a koniec obrano go biskupem. Zmarł ponoć w wieku około stu lat. Nie ma pewności co do tych faktów gdyż spisany żywot świętego nie pozwala na zweryfikowanie zawartych w nim informacji.
Baroniusz wpisał św. Mirona do Martyrologium rzymskiego pod datą 8 sierpnia.